# KEO
KEO – sztuczny satelita będący kosmiczną kapsułą czasu, która ma zostać wyniesiona na orbitę. Zabierze ze sobą wiadomości od dzisiejszych mieszkańców Ziemi dla tych, którzy będą zamieszkiwać ją za 50 tysięcy lat, kiedy powróci na Ziemię. Projekt jest wspierany między innymi przez UNESCO, Hutchison i Europejską Agencję Kosmiczną.

## Inne przedmioty
KEO zabierze ze sobą także diament zawierający kroplę ludzkiej krwi, próbki powietrza, morskiej wody i ziemi oraz wygrawerowany ludzki genom. Zabierze też zegar astronomiczny pokazujący rotację kilku pulsarów, fotografie ludzi wszystkich kultur i encyklopedię zawierającą całą dzisiejszą wiedzę ludzkości.

## Szczegóły techniczne
Wiadomości i biblioteka będą nagrane na szklanych płytach DVD odpornych na promieniowanie. Instrukcja będzie pokazywać przyszłym odkrywcom jak zbudować odtwarzacz DVD, który może już nie istnieć za 50 tysięcy lat.
Satelita sam w sobie jest kulą o średnicy 80 cm z wygrawerowaną mapą Ziemi pokrytą warstwą aluminium, osłoną termiczną, kilkoma warstwami tytanu i innych mocnych materiałów oddzielonych między sobą próżnią. Kula jest odporna na promieniowanie kosmiczne, wejście w atmosferę, zderzenia z kosmicznymi odpadkami itp. Gdy satelita będzie wchodził w atmosferę spalająca się osłona termiczna będzie wytwarzać sztuczną zorzę polarną by dać sygnał o swoim powrocie. Nie będzie miał na pokładzie żadnych urządzeń komunikacyjnych, ani silników korekcyjnych. Zostanie wystrzelony przez rakietę Ariane 5 na orbitę o wysokości 1800 km, która będzie się stopniowo obniżać i sprowadzi go z powrotem za 500 wieków. Taki sam okres upłynął od momentu, w którym ludzie zaczęli rysować na ścianach jaskiń.

## Historia projektu
Projekt KEO został zaproponowany w 1994 roku przez francuskiego naukowca i artystę Jeana-Marca Philippe’a, pioniera sztuki kosmicznej. Początkowo misja miała wystartować w 2001 roku, lecz opóźnienia techniczne spowodowały jej przesunięcie. Satelita wróci prawdopodobnie ok. 52000 roku.
Planowany początek misji (stan na czerwiec 2018) przypada w 2019 roku. Do końca 2018 roku można przysyłać wiadomości.

## Podobne projekty
Kilka wcześniejszych satelitów i sond kosmicznych zawierało „kapsuły czasu” dla ludzi lub obcych w dalekiej przyszłości. Satelita LAGEOS (który powróci na Ziemię za ponad 8 milionów lat) ma na pokładzie informacje o przeszłym, teraźniejszym i przyszłym położeniu kontynentów. Sondy Pioneer zawierają praktyczne informacje na temat czasu i miejsca ich pochodzenia. Dwie sondy Voyager 1 i 2 zabierają ze sobą złote płyty, zawierające obrazy i dźwięki Ziemi oraz dane określające położenie naszej planety.